# جولي سوندرا ديكر
جولي سوندرا ديكر (بالإنجليزية: Julie Sondra Decker)‏ (1978، تامبا في الولايات المتحدة)؛ يوتيوبرية وروائية أمريكية. درست في جامعة فلوريدا.